# Gustav Clodius
Gustav Karl Heinrich Wilhelm Clodius auch Gustav Clodius der Jüngere (* 26. August 1866 in Camin bei Wittenburg; † 5. November 1944 in Schwerin) war ein deutscher evangelisch-lutherischer Pastor, Heimatforscher und Ornithologe.

## Leben
Gustav Clodius war das fünfte von sieben Kindern des gleichnamigen Pastors von Camin (Georg Carl) Gustav Clodius (der Ältere; 1824–1904) und dessen Frau Maria Caroline Luise, geb. Flörke (1828–1922). Nach erstem Unterricht in Camin und Wittenburg kam er mit 12 Jahren an das Fridericianum in Schwerin. Nach dem Abitur zu Michaelis 1886 studierte er Theologie an den Universitäten in Rostock, Erlangen, Greifswald und erneut in Rostock. Er nahm das Band des Rostocker, Erlanger und Greifswalder Wingolf auf. Zunächst als Hauslehrer in Lenschow bei Parchim, war er danach ab 1894 Prädikant in Retschow bei Kröpelin und ab 1895 Konrektor in Grabow. Im Oktober 1896 übernahm er von seinem Vater das Pastorenamt in Camin. Von 1925 bis zu seiner Emeritierung 1934 war er zudem Propst in der Synode Wittenburg.
Schon während seiner Schulzeit galt Clodius’ besonderes Interesse der Vogelwelt. Er trat 1886 dem „Verein der Freunde der Naturgeschichte in Mecklenburg“ bei, in dem er Gleichgesinnte traf und Freundschaften knüpfte. Er begann, wissenschaftliche Beiträge zur Ornithologie zu verfassen, die er u. a. im „Archiv des Vereins der Freunde der Naturgeschichte in Mecklenburg“ veröffentlichte. In der Rostocker Zeit macht er sich mit der See- und Wasservogelwelt vertraut. Es kam zur Bekanntschaft mit Sievert Steenbock, bei dem er das Präparieren erlernte. Seine auf die Ornithologie ausgerichtete Hauptschaffensphase begann nach der Übernahme des Pastorenamtes von seinem Vater. Clodius bemängelte, dass kein aktuelles Werk zur Vogelwelt Mecklenburgs vorlag; die von Heinrich Zander 1862 verfasste „Systematische Übersicht der Vögel Meklenburgs“ entsprach nicht mehr den allgemeinen Anforderungen.
In dem 23 Jahre älteren Vereinsmitglied, dem Ornithologen und ehemaligen Eisenbahn-Baurat Carl Wüstnei, fand Clodius einen zuverlässigen und fachlich versierten Partner zur Erarbeitung einer neuen Übersicht der in Mecklenburg beobachteten Vögel. Die gemeinsamen Arbeit wurde 1900 unter dem Titel „Die Vögel der Grossherzogthümer Mecklenburg“ veröffentlicht. Rudolf Kuhk bezeichnete es später in Würdigung der Autoren als „Mecklenburgische Vogelbibel“. Es sollte für Jahrzehnte das Standardwerk bleiben. Es umfasst die Beschreibung von 289 Vogelarten nach Merkmalen, ihrer Verbreitung, dem Vorkommen, der Lebensweise, ihrer Nahrung, der Stimme und dem Brutverhalten.
Clodius befasste sich zudem mit der Heimatgeschichte und schrieb u. a. an der Chronik des Kirchspiels Camin. Er zeigte Interesse an Allem, was mit der Geschichte Camins in Verbindung stand. Die Funde wurden entweder in die private Sammlung aufgenommen, häufiger jedoch dem Archäologischen Museum in Schwerin zugeführt. Hierbei stand er in Kontakt mit dem Prähistoriker Robert Beltz. Ein weiteres Interessengebiet war für Clodius die Mineralogie, wobei hier die Anregungen wohl von dem Geologen und Mineralogen Eugen Geinitz kamen, der Vorstandsmitglied des Vereins und Schriftführer des „Archivs …“ war.
Familie
Am 7. Juni 1895 heiratete Gustav Clodius in erster Ehe die Pastorentochter (Emilie Caroline Mathilde) Ida Zuberbier (* 6. Dezember 1870 in Two Rivers/US-Bundesstaat Wisconsin; † 5. August 1909). Nach deren Tod heiratete er im Oktober 1910 (Hedwig Anna) Adolfine (Mauritie) Zuberbier (* 15. März 1873; † 11. November 1929), die Schwester seiner verstorbenen Frau. Den beiden Ehen entstammten fünf Kinder.

## Werke (Auswahl)
- Hrsg. mit (Carl Wüstnei): Die Vögel der Grossherzogthümer Mecklenburg. Mit kurzen Beschreibungen. Opitz, Güstrow 1900.
Neuauflage: Mit einem Vorwort zur Neuauflage von Helmut Eggers und Beiträgen von Dieter Kasper. Büro + Service, Rostock 2004, ISBN 3-89954-064-6. (Digitalisat: urn:nbn:de:hebis:30-1037586).
- als Übersetzer: Vom Wesen der Theologie. Vorrede aus dem Supplementband des J. Gerhard vom J. 1625 (Exegese) zu seinen loci theologici, in: Johann Ernst Gerhard: Handbuch der Glaubenslehre Joh. Gerhards, 1. Teil, 1. Abteilung, Gütersloh 1906, VII–XXIX.
- Der weisse Storch (Ciconia alba) in Mecklenburg im Jahre 1912. Michaal, Güstrow 1913. Seperatdruck aus: Archiv des Vereins der Freunde der Naturgeschichte in Mecklenburg. 1913, 67.
- 11. Ornithologischer Bericht über Mecklenburg für die Jahre 1921–1924. Seperatdruck aus: Archiv des Vereins der Freunde der Naturgeschichte in Mecklenburg. NF. 1. 1925.
- Die Foraminiferenfauna der Tiefbohrung Brömsenberg von 190 bis 732 m. In: Die Ergebnisse der geologischen und geophysikalischen Untersuchungen der Jahre 1928 und 1929 in der Umgebung des Lübtheener Salzstockes. (= Mittheilungen aus der Großherzoglich Mecklenburgischen Geologischen Landesanstalt; 39). Hinstorff, Rostock 1930, S. 103–118.